# FK Vindava
Maillots
Le FK Vindava Ventspils est un ancien club de football letton basé à Ventspils. 

## Historique

### Repères historiques
- 2007 : fondation du club sous le nom de FK Vindava Ventspils
- 2009 : faillite du club

## Palmarès
- Championnat de Lettonie de D2 (1)
  - Champion : 2007

## Anciens joueurs
- Vadims Javoišs
- Valerijus Mižigurskis
- Aleksandrs Vlasovs